# Horribates spinigerus
Horribates spinigerus är en spindeldjursart som beskrevs av Muma 1962. Horribates spinigerus ingår i släktet Horribates och familjen Eremobatidae. Inga underarter finns listade i Catalogue of Life.